# FN P90
FN P90 — бельгійський пістолет-кулемет (персональна зброя самооборони), розроблений в 1986–1987 роках фірмою FN Herstal. Був розроблений, в першу чергу, для танкістів і водіїв бойової броньованої техніки. Має прогресивний і зручний ергономічний дизайн. Спеціально для P90 був розроблений патрон типу 5,7 × 28 мм SS190, що має високу пробивну потужність і низький ступень рикошету. Куля даного патрона розвиває дулову швидкість до 715 м/с і здатна пробити титан/кевларовий бронежилет, що відповідає вимогам НАТО CRISAT з 200 метрів.

## Система
FN P90 скомпонований за принципом буллпап. Автоматика працює за схемою з вільним затвором.
Магазин (конструктор — Rene Predazzer, патент США № 4905394 від 6 березня 1990 року) встановлений поверх ствольної коробки і його місткість становить 50 набоїв, при цьому патрони розташовані горизонтально перпендикулярно стволу і розгортаються на 90 градусів перед подачею в патронник. Він зроблений з прозорого пластику, що дозволяє стрільцю в будь-який момент дізнатися кількість набоїв в ньому. Наповнення магазина проводиться звичайним чином.
Стріляні гільзи викидаються вниз, через порожнє руків'я керування вогнем. FN Р90 обладнаний вбудованим коліматорним прицілом кратності 1Х з прицільною сіткою у вигляді букви Т.
Прицільна сітка має автоматично регульоване підсвічування залежно від зовнішньої освітленості; також зброя оснащене лазерним цілевказівником, розташованим знизу. Крім того, до нього додається глушник, але його експлуатація можлива лише в тому випадку, якщо використовуються набої з дозвуковою швидкістю. У той же час одним з основних завдань було максимальне зниження ваги зброї та боєприпасів.
Бельгійські конструктори пішли шляхом створення малокаліберного набою з високою початковою швидкістю кулі й розробили відповідний поставленим вимогам боєприпас, який володів так само настильною траєкторією польоту кулі і мав невелику віддачу, що полегшувало ведення вогню і ураження супротивника для недосвідчених солдат зі слабкою вогневою підготовкою. Такий комплекс зброя-набій був покликаний в перспективі замінити в діючих арміях країн НАТО пістолети і пістолети-кулемети під традиційний набій 9mm Parabellum.

### Переваги
- Може застосовуватися для стрільби як з лівого так і з правого плеча[3];
- Надійний механізм;
- Високі точність і купчастість стрільби[1][4];
- Велика місткість магазина.
- Висока уражуюча здатність легкої кулі, яка «перекидається» в м'яких тканинах тіла при попаданні[3].

### Недоліки
- Має високу скорострільність, що призводить до значних перевитрат боєприпасів;
- При великому темпі стрільби втрачається прицільна стрільба;
- Існують сумніви в зупиняючій дії використовуваного набою.
- Досить висока ціна.

## Країни-експлуатанти
- Австрія: спецпідрозділ армії Jagdkommando[5] і військова поліція[6].
- Аргентина: спецпідрозділи ВМС[7], жандармерія[8], авіаполіція[9].
- Бангладеш: підрозділ по боротьбі з тероризмом і спецприз армії.
- Бельгія: поліцейський і армійський спецприз.
- Канада: поліція Галіфакса, Монреаля і спецпідрозділ з боротьби з тероризмом Joint Task Force 2.
- Чилі: армія, морська піхота.
- Кіпр: спецприз національної гвардії (350 одиниць P90 з лазерними цілевказачами і тактичними ліхтарями).
- Франція: морська піхота, підрозділ жандармерії GIGN, поліцейський спецприз RAID.
- Німеччина: Федеральне відомство кримінальної поліції Німеччини.
- Греція: берегова охорона, поліцейське спецпідрозділ EKAM.
- Індія: спецпідрозділ SPG.
- Ірландія: рейнджери.
- Італія: спецпідрозділу GIS, NOCS і COMSUBIN.
- Лівія: республіканська гвардія, збройні формування Загального Управління Безпеки і державного Управління Безпеки.
- Малайзія: спецпідрозділ PASKAL ВМС.
- Мексика: армія і ВМС Мексики.
- Марокко: спецпідрозділ GISGR.
- Нідерланди: спецпідрозділу UIM і KCT.
- Пакистан: армія, пакистанський спецприз.
- Панама: збройні сили.
- Перу: спецприз і ВМС Перу.
- Філіппіни: спецпідрозділу ВМС, ВПС і служба охорони президента.
- Польща: спецпідрозділ GROM.
- Португалія: спецприз ВМС і поліції.
- Саудівська Аравія: спецприз Збройних сил Саудівської Аравії.
- Сінгапур: спецприз сингапурських збройних сил.
- Іспанія: спецприз поліції, жандармерія.
- Туреччина: жандармерія
- Таїланд: спецприз таїландської армії.
- Україна: охорона президента.
- Велика Британія: підрозділи поліції, що охороняють Міжнародний Аеропорт Бірмінгема та інші аеропорти.
- США: Секретна служба США, підрозділ Міністерства національної безпеки США з охорони федеральних об'єктів, Служба Еміграції і деякі підрозділи SWAT.

## Відео
- FN P90 на YouTube